# Erepsia forficata
Erepsia forficata är en isörtsväxtart som först beskrevs av Carl von Linné, och fick sitt nu gällande namn av Schwant. Erepsia forficata ingår i släktet Erepsia och familjen isörtsväxter. Inga underarter finns listade i Catalogue of Life.